# Lopholejeunea dentistipula
Lopholejeunea dentistipula là một loài Rêu trong họ Lejeuneaceae. Loài này được (Schiffner) Schiffner mô tả khoa học đầu tiên năm 1898.